# Силлетт, Питер
Ричард Питер Тюдор Силлетт (англ. Richard Peter Tudor Sillett; 1 февраля 1933, Саутгемптон, Гэмпшир — 13 марта 1998, Ашфорд, Юго-Восточная Англия) — английский футболист, игравший на позиции правого защитника, и тренер. Его младший брат, Джон, в качестве главного тренера помог «Ковентри Сити» победить в Кубке Англии в 1987 году. Сэр Стэнли Мэтьюз однажды сказал, что Силлетт был лучшим крайним защитником, против которого он когда-либо играл. 

## Клубная карьера
Профессиональная карьера Питера Силлета началась в июне 1950 года в команде Саутгемптон. В сезоне 1951/52 крайний защитник завоевал там регулярное место, а в следующем сезоне он уже был одним из основных игроков. После вылета команды в третий дивизион «святые» решили по финансовым причинам продать за 12000 фунтов стерлингов 20-летнего игрока столичному «Челси». команде Силлетт провел два сезона, приняв участие в 65 матчах во всех турнирах и забив 4 гола.
Тренером «Челси» на то время был Тед Дрейк, игравший с отцом Силлетта в «Саутгемптоне». В первый год новичок сыграл только в десяти играх Первой лиги, но с середины следующего сезона он постепенно получил место в основном составе. В основном он играл справа в защите, но из-за своей универсальности мог выйти и на других позициях. В команде с Роем Бентли и Роном Гринвудом он выиграл чемпионат Англии в 1955 году. Игра против главного конкурента за трофей «Вулверхэмптона», прошедшая в великую субботу 9 апреля 1955 года перед 75 тысяч болельщиков, стала знаковой для Силлетта. В концовке игры «синие» при счете 0:0 получили право на пробитие пенальти. Пять предыдущих промахов Джона Гарриса и Роя Бентли привели к тому, что право на удар получил Силлетт, который реализовал 11-метровый удар и принес своей команде победу. Это фактически означало завоевание чемпионского титула, который команда официально завоевала в следующей домашней игре против «Шеффилд Уэнсдей».
Играя в «Челси», Питер был включен в сборную Лондона на Кубок ярмарок 1955/58 вместе с партнерами по команде Кеном Армстронгом, Дереком Саундерсом и Джимом Льюисом, дойдя до финала, в котором лондонцы проиграли «Барселоне».
До конца сезона 1960/61 Силлетт оставался основным игроком «Челси», за исключением перерыва, вызванного травмой в начале сезона 1956/57 (в результате операции на колене). Помимо своих оборонительных обязанностей Питер отличался сильными дальними ударами. Особенно впечатляющим оказался его гол в сентябре 1959 года с более 35 метров в матче против «Манчестер Юнайтед». В целом же Силлетт был лучшим бомбардиром среди защитников в истории «Челси», забив за клуб 34 мяча и лишь в XX веке его сумел обойти по этому показателю Джон Терри. Силлетт был одним из немногих игроков, которому Дрейк продолжал доверять после выигрыша чемпионата, когда начал строить новую команду. Силлетт сыграл ключевую роль в развитии нового поколения, включая его будущего преемника Кена Шеллито, а в 1959 году Силлетт стал капитаном «Челси».
В третьем туре сезона 1961/62 Силлетт сломал ногу и пропустил продолжительное время. Хотя ему удалось восстановиться к концу сезона, но новый тренер «синих» Томми Дохерти уже не рассчитывал на Силлетта.
В 29 лет Силлет решил отклонить существующие предложения от других профессиональных клубов и вместо этого решил окончить карьеру в любительском клубе «Гилфорд Сити». После этого с 1965 по 1973 год был играющим тренером любительского «Ашфорд Тауна» и в сезоне 1972/73 под его руководством играл будущий тренер сборной Англии Рой Ходжсон. В дальнейшем работал тренером в ряде любительских команд. 

## Карьера за сборную
Дебют за национальную сборную Англии состоялся 15 мая 1955 года в гостевом товарищеском матче против сборной Франции (1:0). Был включён в состав на чемпионат мира 1958 года в Швеции, где все матчи провёл на скамейке запасных. Всего за «трёх львов» Силлетт сыграл 3 матча.

## Достижения

### «Челси»
- Чемпион Англии: 1954/55
- Обладатель Суперкубка Англии: 1955